# كارولينا جاومي
كارولينا جاومي هي ممثلة إكوادورية، ولدت في 8 أكتوبر 1985 في غواياكيل في الإكوادور.